# Oscar Mügel
Oscar Mügel (* 9. März 1858 in Saarbrücken-Sankt-Johann, geboren Ferdinand Oscar Mügel; † 11. Mai 1947 in Berlin-Nikolassee) war ein preußischer Ministerialbeamter.

## Leben
Nach dem Abitur am Saarbrücker Gymnasium studierte Oscar Mügel an den Universitäten Heidelberg, Berlin und Straßburg Rechtswissenschaften. 1876 wurde er Mitglied des Corps Suevia Heidelberg. 1878 wurde er Referendar in Colmar. Nach bestandenem 2. Staatsexamen wurde er 1883 Preußischer Gerichtsassessor und später Amtsrichter in Halle und Landrichter in Hannover. Am 5. Juni 1884 heiratete er an seinem Geburtsort seine Frau Maria Emilie Berta (1862–1946), geb. Röchling. 1890 wechselte er in das Preußische Justizministerium, wo er 1917 zum Staatssekretär ernannt und zum Kommissar für die Vorbereitung einer landesrechtlichen Justizreform bestellt wurde. Seit 1921 beschäftigte sich Mügel insbesondere mit Fragen der Geldentwertung, Einführung der Goldmarkrechnung und Aufwertung von Geldforderungen. Er war nach seiner Pensionierung im Jahre 1923 stellvertretender Aufsichtsratsvorsitzender der Röchlingschen Eisen- und Stahlwerke GmbH in Völklingen.

## Auszeichnungen
- Dr. jur. h. c. der Universität Berlin, 1910
- Wirklicher Geheimer Rat und Exzellenz, 1917

## Schriften
- Rheinisches Grundbuchrecht, 2. Auflage, 1892
- Die Preußischen Kostengesetze, 6. Auflage, 1910
- Grundzüge einer landesrechtlichen Justizreform, Denkschrift 1917, amtliche Ausgabe 1919
- Das gesamte Aufwertungsrecht, 5. Auflage, 1927